# Бенджамін-Перез (Техас)
Бенджамін-Перез (англ. Benjamin Perez) — переписна місцевість (CDP) в США, в окрузі Старр штату Техас. Населення — 29 осіб (2020).

## Географія
Бенджамін-Перез розташований за координатами 26°24′22″ пн. ш. 98°53′59″ зх. д. / 26.40611° пн. ш. 98.89972° зх. д. (26.406028, -98.899653).  За даними Бюро перепису населення США в 2010 році переписна місцевість мала площу 0,05 км², уся площа — суходіл.

## Демографія
Згідно з переписом 2010 року, у переписній місцевості мешкали 34 особи в 9 домогосподарствах у складі 8 родин. Густота населення становила 626 осіб/км².  Було 10 помешкань (184/км²).
Расовий склад населення:
| - 100,0 % — білих |

До двох чи більше рас належало 0,0 %. Частка іспаномовних становила 100,0 % від усіх жителів.
За віковим діапазоном населення розподілялося таким чином: 29,4 % — особи молодші 18 років, 70,6 % — особи у віці 18—64 років, 0,0 % — особи у віці 65 років та старші. Медіана віку мешканця становила 24,0 року. На 100 осіб жіночої статі у переписній місцевості припадало 142,9 чоловіків;  на 100 жінок у віці від 18 років та старших — 166,7 чоловіків також старших 18 років.
Цивільне працевлаштоване населення становило 0 осіб. 